# أحمد زغدار
أحمد زغدار سياسي جزائري عين عضوا في حكومة بن عبد الرحمان بمنصب وزير الصناعة بتاريخ 7 جويلية 2021.